# Elbait
Elbait – minerał z grupy krzemianów, zaliczany do grupy turmalinów. Minerał rzadki.
Nazwa pochodzi od wyspy Elby na Morzu Śródziemnym, gdzie minerał ten występuje.

## Właściwości
Tworzy kryształy słupkowe, pręcikowe, igiełkowe, które wykazują charakterystyczne zbrużdżenia równolegle do wydłużenia słupków. Czasami przyjmuje formę słońc turmalinowych. Niektóre odmiany wykazują po oszlifowaniu efekt kociego oka. Niekiedy zawiera itr, żelazo, mangan, tytan. Jest kruchy i przezroczysty.
W zależności od odmiany posiada różne barwy:
- bezbarwny – achroit
- różowy, czerwony – rubellit
- zielony – verdelit
- niebieski – indygolit
- fioletowoczerwony – syberyt
- wielobarwny – turmalin arbuzowy

## Występowanie
Występuje w pegmatytach granitowych, apalitach, granitach, łupkach krystalicznych. Towarzyszy mu: lepidolit, kwarc, skalenie, epidot.
Miejsca występowania:
Brazylia – Minas Gerais, USA – Maine, Pala, Kalifornia, Rosja – Ural, Zabajkale, Madagaskar, Namibia, Włochy – Elba, Czechy, Szwecja, 

## Zastosowanie
Cenny kamień kolekcjonerski i jubilerski. Największy kryształ znaleziono w Brazylii (ok. 1 m). Masa oprawianych kamieni nie przekracza 10ct.

## Galeria

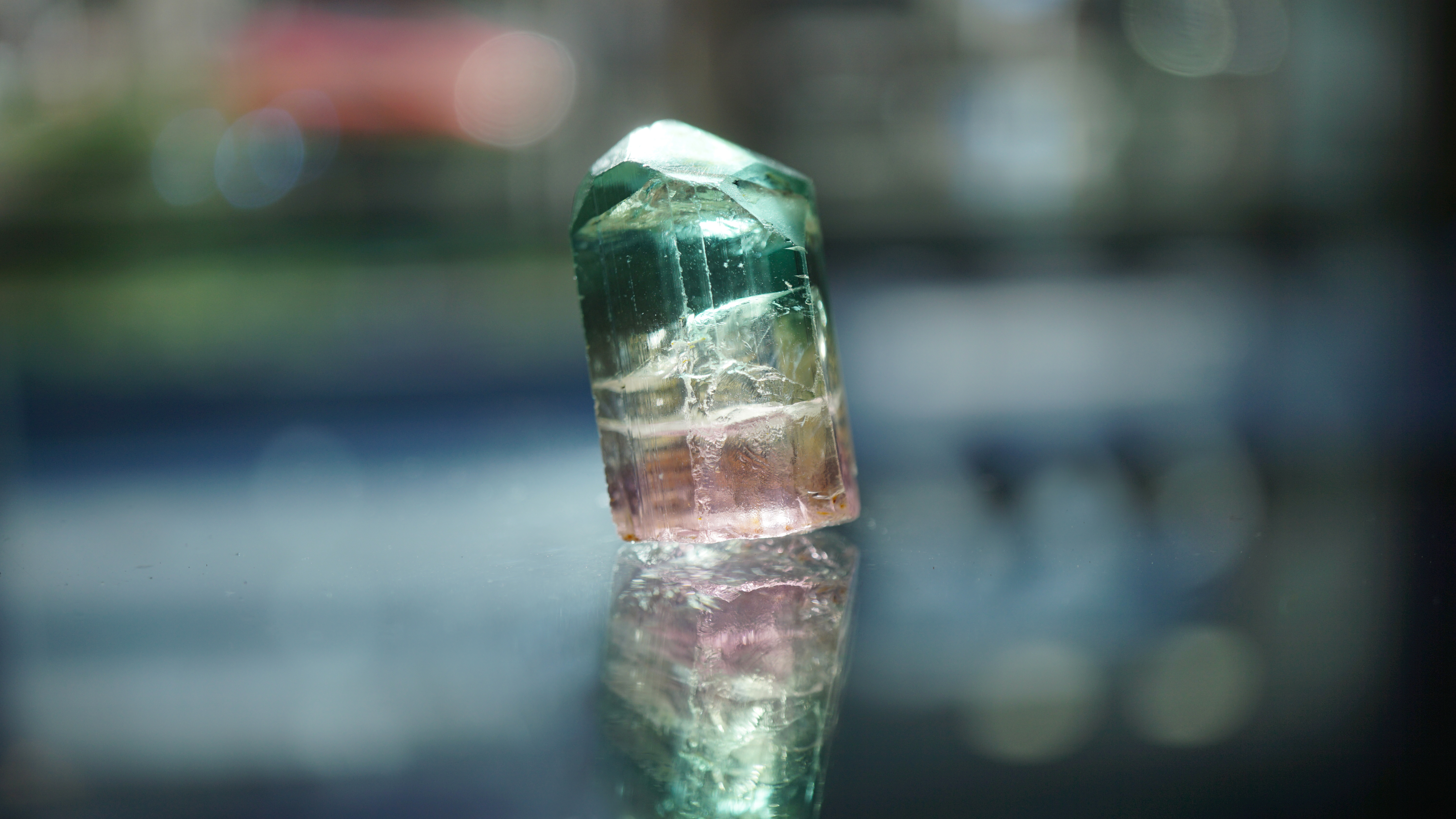
Elbait - Turmalin Arbuzowy
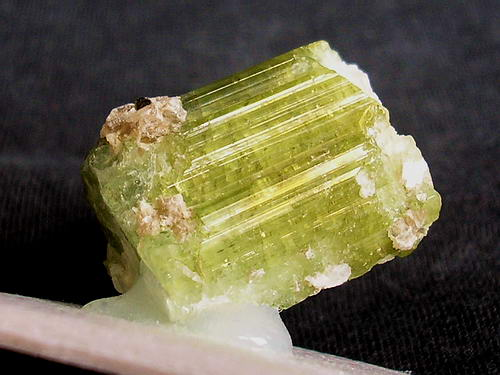
Verdelit
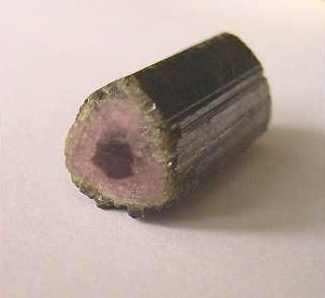
Turmalin arbuzowy, Wietnam
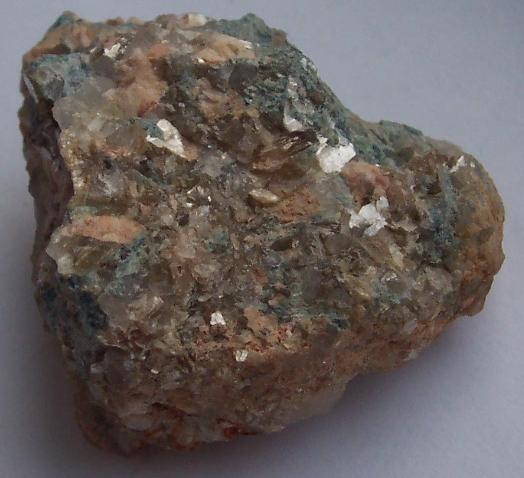
Indygolit
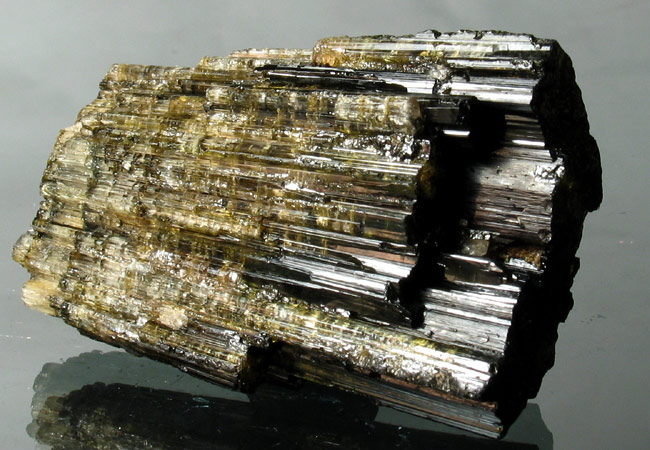
Verdelit, zrost - Madagaskar
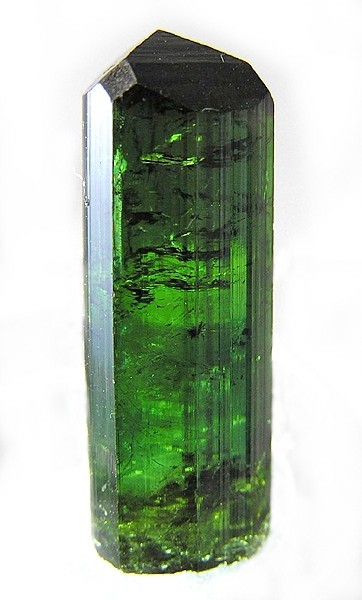
Elbait - zielony
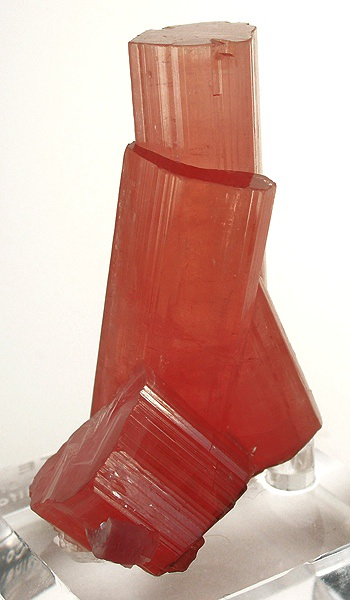
Elbait - czerwony
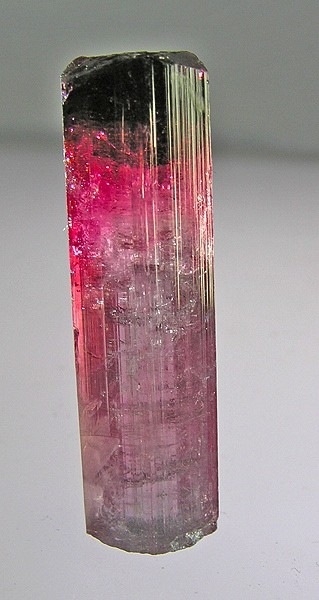
Elbait - różowy
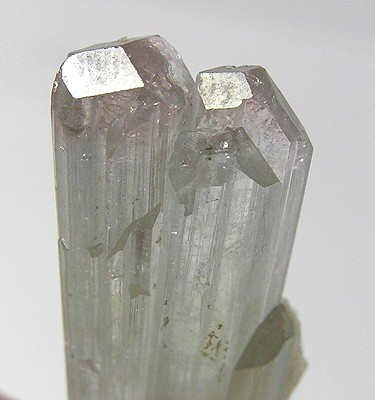
Elbait - przezroczysty
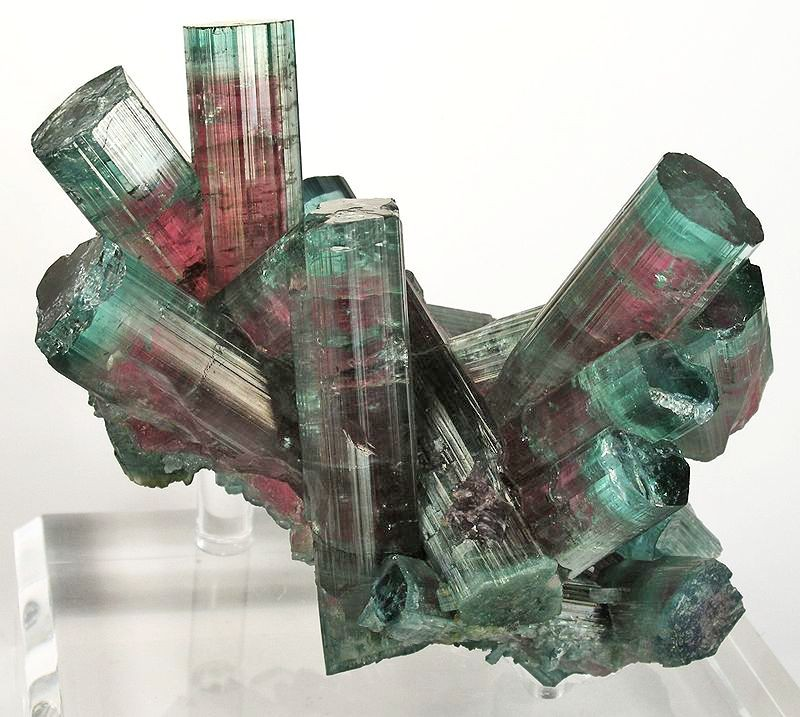
Elbait - wielobarwny
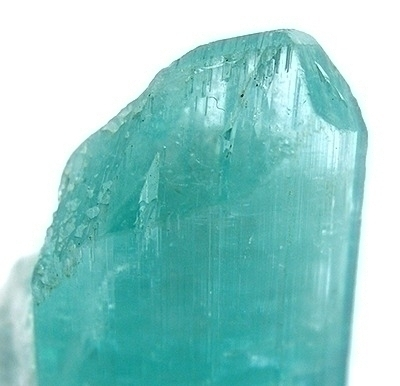
Elbait - morski
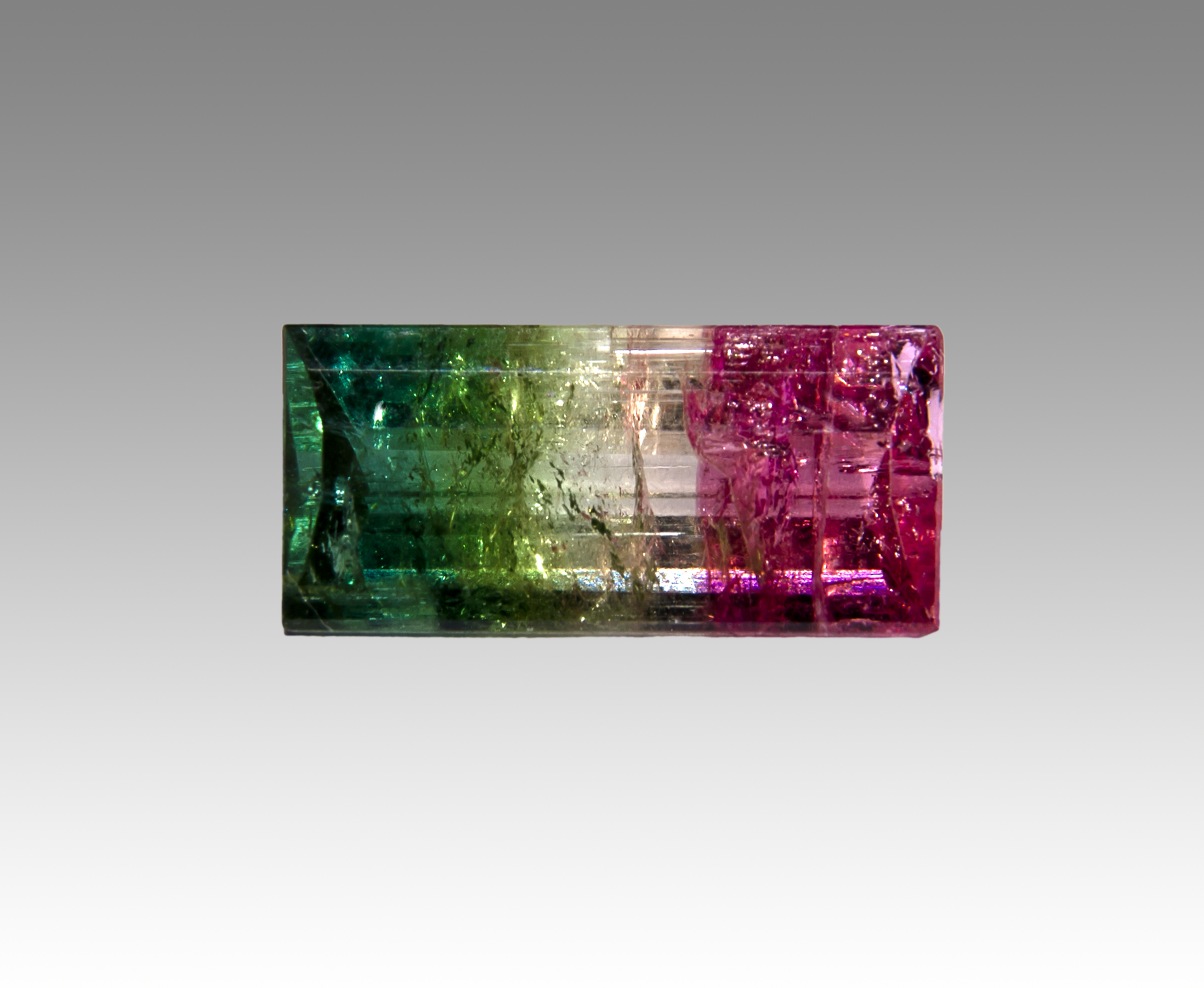
Elbait ze szlifem